# Hyperinklusion
Der Begriff Hyperinklusion beschreibt eine Einbindung einer Person in gesellschaftliche Teilsysteme, Lebenszusammenhänge oder eine einzige Institution, z. B. ein Unternehmen, bei der die gesamte Lebensführung der Person (zeitlich, sozial, ökonomisch, körperlich) auf dieses Teilsystem oder diese Institution ausgerichtet ist. Folglich ist eine Teilhabe an anderen gesellschaftlichen Bereichen nicht mehr möglich.
Als Schöpfer des Begriffs gelten Markus Göbel und Johannes Schmidt, die darunter jenen Vorgang verstehen, „der eine Person in ein Funktionssystem inkludiert, aufgrund der Zugehörigkeit zu diesem einen aber die Relevanz der Kommunikation für ein anderes beinahe vollends verloren geht, d. h., der Inklusion in einem Fall folgt Exklusion in einem anderen.“ Die Folge kann laut Jan V. Wirth sogar die prinzipielle Unmöglichkeit der Selbstexklusion sein – hier also die Unfähigkeit, sich freiwillig aus der Hyperinklusion zu lösen –, wodurch andere Inklusionschancen beschnitten werden, so dass es zu einer Hilfebedürftigkeit kommen kann.

## Bereiche
Hyperinklusion erfolgt grundsätzlich freiwillig. Es gibt jedoch Bereiche, z. B. Positionen im Topmanagement, die Hyperinklusion als informelle Zugangsbedingung aufrechterhalten. Nur wer sich hyperinkludiert, bekommt Zugang zu den Ressourcen, Einflussmöglichkeiten und der Anerkennung, die mit diesen Positionen verbunden sind. Da für die hyperinkludierte Person subjektiv nur noch die Anforderungen des Inklusionszusammenhangs Bedeutung haben, werden alle anderen gesellschaftlichen Bereiche unwichtig.
Beispiele für Hyperinklusion sind Spitzenmanager und ihre organisatorische Einbindung sowie Leistungssportler in den jeweiligen institutionellen Rahmenbedingungen des Leistungs- und Profisports. Dieser wird wegen seines Mobilitätszwangs und seiner häufigen Lebensmittelpunktversetzungen (z. B. im Profifußball) als hyperinklusiv bezeichnet.
Hyperinklusion wird abgegrenzt von Totalinklusion, die auf dem Zwang einer totalen Institution wie z. B. von psychiatrischen Kliniken, Gefängnissen, Klöstern oder Zünften in der Feudalgesellschaft beruht.
Liegt eine Einbindung in eine einzige Institution vor, kann in der Soziologie neben der Analyse als Hyperinklusion ebenso eine Betrachtung als Greedy Institution Anwendung finden. Möglich ist aber auch eine Einbindung in zwei Greedy Institutions zugleich, beispielsweise Familie und Militärdienst, woraus ein Spannungsverhältnis resultiert.

### Topmanagement
Funktionen im Topmanagement erfordern eine zeitliche Bindung. Diese geht meist weit über eine reguläre Vollzeitstelle hinaus. Dauerverfügbarkeit, überlange Arbeitszeiten und häufige Reisetätigkeiten verlangen es, sich ganz auf die Anforderungen der Organisation auszurichten.
Durch die zeitliche Beanspruchung bleibt der Führungskraft kaum private Zeit außerhalb des Organisationskontexts. Auch die Familie, die eigene Gesundheit und Freizeit werden entweder hinter die Anforderungen der Organisation zurückgestellt oder aber werden Teil des Organisationskontexts (Sport mit Kollegen, Freizeitaktivitäten mit Kunden, Dienstwagen etc.). Soziale Bedürfnisse, die bei einer „Normalinklusion“ im Kontakt mit Familie und Freunden Befriedigung finden, werden im Topmanagement über Gemeinschaftserlebnisse mit Kollegen oder Kunden erfüllt. Die starke zeitliche Einbindung führt dazu, dass die Topmanagementposition nicht oder nur begrenzt mit Verantwortlichkeiten außerhalb der Organisation, wie z. B. Familie, vereinbar ist.
Ein Topmanager ist hyperinkludiert, wenn es kaum Lebensbereiche gibt, die nicht im Organisationskontext stehen. Diese Form der beruflichen Einbindung schafft eine prekäre Lebenssituation, weil der Organisationskontext weitestgehend die einzige Quelle für Anerkennung und Identität darstellt. Der Verlust der Topmanagementposition kann gleichzeitig Verlust des Lebensinhalts bedeuten. Für die Organisation ist Hyperinklusion funktional, da sie eine starke Bindung, Loyalität und vollen Einsatz ihrer Topmanager schafft. Jedoch besteht aufgrund der starken Einbindung und eingeforderten Loyalität das Risiko einer mangelnden Reflexions- und Innovationsfähigkeit.

## Genderaspekte
Hyperinklusion tritt in der Regel in Verbindung mit beruflichen Funktionen auf, weil diese Funktionen ein ausreichendes Einkommen bereitstellen, um eine hyperinkludierte Lebensführung längerfristig aufrechtzuerhalten. Beispielsweise bei Topmanagern ermöglicht es das hohe Einkommen, die Rolle des Familienernährers zu übernehmen. Dies stellt eine wichtige Ressource männlicher Identität dar. Die hohen zeitlichen Anforderungen solcher Funktionen erlauben zudem keine Vereinbarkeit mit der persönlichen Betreuung von Kindern oder älteren Personen (siehe auch: Vereinbarkeit in Führungspositionen). Da Reproduktionsarbeit nach wie vor häufiger von Frauen übernommen wird, ist es Männern öfter möglich, die Anforderungen solcher Funktionen zu erfüllen. Auch informellere Verhaltensanforderungen in Spitzenpositionen (Dominanz, Durchsetzungsstärke, Loyalität) oder informellere Gemeinschaftserlebnisse sind eine Quelle männlicher Identität (geteilte männliche konnotierte Interessen, wie Fußball, Autos, Technik). Hyperinklusion in eine Topmanagementposition stellt deshalb Männlichkeit her bzw. setzt diese in der Regel voraus. Positive Rückkopplungseffekte („Organisationale Pfadabhängigkeit“) stabilisieren die Hyperinklusion als informelle Zugangsbedingung zum Top-Management.
Auch die Lebensführung von Hausfrauen (und -männern) kann Aspekte der Hyperinklusion aufweisen, wenn die Anforderungen dieser nicht-formalisierten Funktion eine Teilnahme an anderen gesellschaftlichen Bereichen (Erwerbsleben, Gesundheit bzw. Selbstsorge, soziale Beziehungen außerhalb des Familienkontextes) nicht zulassen. Die Übernahme dieser Funktion ist in der Regel nicht erzwungen. Die finanzielle und soziale Abhängigkeit vom Familienernährer kann jedoch die weitere Wahlmöglichkeit weitgehend außer Kraft setzen. Auch die Familie kann so zu einer totalen Institution werden.
Siehe hierzu auch: Polarisierung der Erwartungen am Arbeitsplatz und Polarisierung von Arbeitszeiten